# Oriflame
Oriflame este o companie producătoare de cosmetice din Suedia,.
Compania este prezentă în 61 de țări, are 7.500 de angajați și o cifră de afaceri de 1,3 miliarde Euro anual.
Fondată la 1 ianuarie 1967 de doi frați și prietenul lor, Oriflame este în prezent o companie internațională de produse cosmetice care folosește metoda vânzării directe în peste 60 de țări de pe tot globul. Gama largă de produse cosmetice suedeze naturale, moderne sunt puse în vânzare prin intermediul unei forțe de vânzări de aproximativ 3,6 milioane de consultanți  independenți, care generează vânzări anuale totale de peste 1,5 miliarde de euro.
Oriflame oferă oportunități deosebite de afaceri celor care doresc să câștige bani încă din prima zi a activității lor și care știu să muncească în echipă pentru a-și îndeplini ambițiile și visurile personale cu ajutorul acestui concept special de afacere - Make Money Today and Fulfil Your Dreams Tomorrow™.
Respectul pentru oameni și natură stă la baza principiilor de funcționare ale companiei și se reflectă în politicile sale sociale și de mediu. Oriflame sponsorizează multe activități sociale în numeroase țări și este co-fondator al Fundației World Childhood Foundation. Compania Oriflame Cosmetics este listată la bursa din Stockholm, Nasdaq OMX Exchange.

## Oriflame în România
Compania este prezentă și în România, unde are aproximativ 150 de angajați permanenți, și operează prin 2.500 de PFA-uri (persoane fizice autorizate) în aprilie 2009.

## Pe scurt
• Vânzări anuale de peste 1,5 miliarde de euro;

• Aproximativ 3,6 milioane de consultanți  independenți;

• 8 000 angajați;

• 1000 de produse anual;

• Co-fondator al fundației World Childhood Foundation;

• Centru Global de cercetare și dezvoltare cu peste 100 de oameni de știință;

• 5 fabrici proprii în Suedia, Polonia, China, Rusia și India;

• Listată la bursa din Stockholm, Nasdaq OMX Exchange din martie 2004;

• Produse bazate pe ingrediente naturale, care nu sunt testate pe animale;

• Activează în peste 60 de țări de pe glob, în 13 dintre acestea având francize.
Cifra de afaceri:
| Anul          | 2008 | 2007 | 2006 | 2003 |
| ------------- | ---- | ---- | ---- | ---- |
| milioane euro | 33,3 | 32,2 | 28,6 | 19,2 |